# Israel Adesanya
Israel Mobolaji Temitayo Odunayo Oluwafemi Owolabi Adesanya (ur. 22 lipca 1989 w Lagos) – nigeryjski kick-bokser, bokser i zawodnik mieszanych sztuk walki (MMA) na stałe mieszkający w Nowej Zelandii. Trzykrotny zwycięzca turnieju King in the Ring (2014–2015) i Glory (2016). Były mistrz UFC w wadze średniej (2019-2022, 2023).

## Życiorys
Urodził się w Lagos, w Nigerii, jako najstarszy z pięciorga dzieci. Jego ojciec Oluwafemi jest księgowym, a matka pielęgniarką. Uczęszczał do Chrisland School w Opebi i zapisał się do klubu Taekwondo. W 1999 roku przeniósł się z rodziną na 10 miesięcy do Ghany, ale ze względu na to, że jego rodzice chcieli, aby ich dzieci otrzymały uznawane wykształcenie wyższe, w wieku 10 lat zamieszkał w Rotorua w Nowej Zelandii, gdzie uczęszczał do Rotorua Boys’ High School. W szkole średniej nie interesował się sportem, zamiast tego wolał japońskie anime, takie jak Death Note i Naruto. W czasach licealnych był gnębiony i właśnie to złe traktowanie, którego doświadczył, przyczyniło się do jego decyzji o trenowaniu sztuk walki w późniejszym okresie życia.
Po ukończeniu szkoły średniej, zapisał się na studia licencjackie w zakresie projektowania komputerowego w Universal College of Learning w Wanganui. W wieku 18 lat rozpoczął treningi kickboxingu, inspirując się filmem Muay Thai Ong-Bak. Dwa lata później podjął decyzję o przerwaniu studiów na rzecz kariery w kickboxingu, gdzie przed przejściem na zawodowstwo i walką w Chinach zgromadził amatorski rekord 32-0. W wieku 21 lat przeniósł się do Auckland w Nowej Zelandii, gdzie rozpoczął treningi mieszanych sztuk walki pod okiem Eugene’a Barmana w klubie City Kickboxing, z przyszłymi zawodnikami UFC takimi jak Dan Hooker, Kai Kara-France i Alexander Volkanovski.
Jest wielojęzyczny. Biegle włada językiem joruba i angielskim.

## Kariera w kickboxingu

### Wczesna kariera
Swoje pierwsze walki zanotował na lokalnych nowozelandzkich i australijskich galach będąc niepokonanym w aż 32 pojedynkach. Od 2011 i przez kolejne trzy lata rywalizował na chińskich galach Wu Lin Feng i Kunlung Fight, wygrywając większość pojedynków z miejscowymi zawodnikami oraz przegrywając pierwszą w karierze z Kanadyjczykiem Simonem Marcusem (16 lutego 2014) na punkty.

### Glory

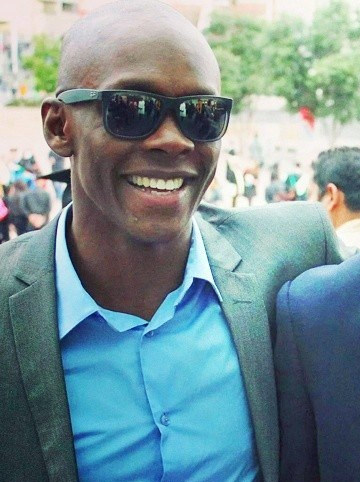
Adesanya w 2014

W tym samym roku 12 kwietnia zadebiutował w GLORY na gali numer 15 w Stambule ulegając Belgowi Filipowi Verlindenowi również na punkty.
W 2014 wrócił na nowozelandzkie ringi zdobywając m.in. pas mistrza Oceanii organizacji WMC w muay thai oraz wygrywając turniej King in the Ring w wadze junior ciężkiej. Rok później w 2015, wygrywał w kolejnych dwóch turniejach organizowanych przez King in the Ring wygrywając pięciokrotnie przed czasem na sześć stoczonych pojedynków.
Od 2016 ponownie rywalizował na chińskich galach, notując od 30 stycznia do 1 października pięć zwycięskich pojedynków m.in. nad Yousrim Belgaroui i Bogdanem Stoicą oraz jedyny przegrany z Alexem Pereirą (2 kwietnia). 21 października tego samego roku w Broomfield wygrał turniej pretendentów GLORY w wadze średniej, pokonując jednego wieczoru Roberta Thomasa i w rewanżu Yousriego Belgarouiego, obu na punkty. 20 stycznia 2017 na gali Glory 37 w Los Angeles zmierzył się o mistrzostwo świata z ówczesnym mistrzem Jasonem Wilnisem, z którym ostatecznie przegrał jednogłośnie na punkty.
4 marca 2017 stoczył jak na razie ostatnią walkę w kickboxingu, przegrywając przez ciężki nokaut w rewanżu z Alexem Pereirą.

## Boks
W 2014 zawodowo zadebiutował w boksie w ośmioosobowym turnieju, przegrywając z Danielem Ammannem na punkty. W 2015 stoczył pięć zwycięskich pojedynków, pokonując m.in. Briana Minto w ramach dwóch turniejów Super 8 Tournament, które wygrywał. Ostatecznie bilans w boksie zakończył 5 wygranymi i jedną porażką.

## Kariera MMA

### Wczesna kariera
Równolegle do walk w kickboxingu, Adesanya rywalizował również w MMA, w którym zadebiutował 24 marca 2012 pokonując przed czasem Jamesa Griffithsa. Po serii kolejnych ośmiu zwycięstw z rzędu.
28 lipca 2017 zmierzył się o pas organizacji Australia Fighting Championship wagi średniej z Melvinem Guillardem, którego znokautował pod koniec pierwszej rundy.
Pod koniec roku, 24 listopada, zdobył kolejny pas australijskiej organizacji Hex Fighting Series, nokautując Stuarta Dare’a wysokim kopnięciem również w pierwszej rundzie.

### UFC
Z rekordem 11 zwycięstw bez porażki, w grudniu 2017 podpisał kontrakt z Ultimate Fighting Championship, na walkę z Robem Wilkinsonem. Do pojedynku doszło 11 lutego 2018 na UFC 221 w Perth, gdzie lepszy okazał się Nigeryjczyk, który pokonał Australijczyka przez techniczny nokaut w drugiej rundzie.

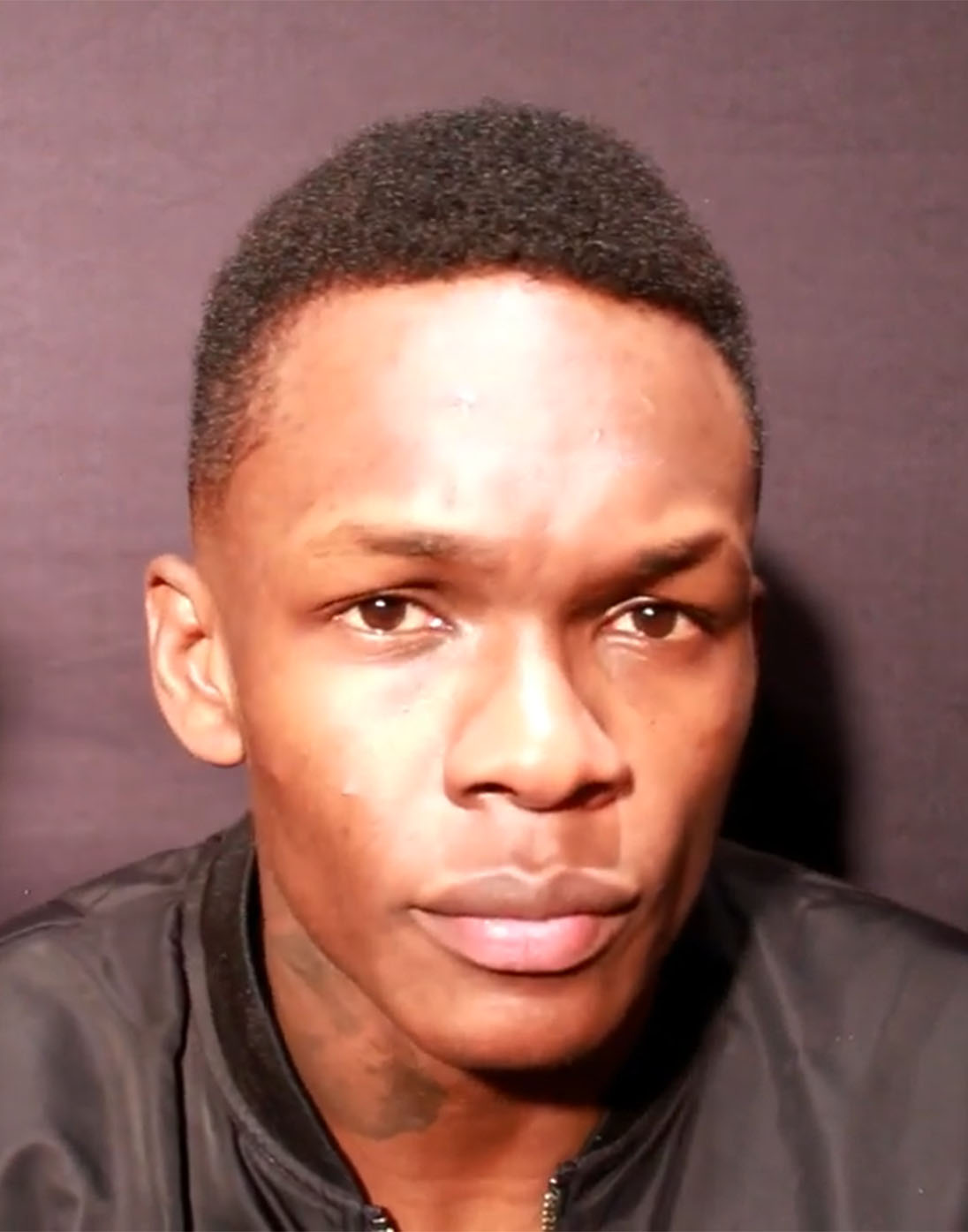
Israel Adesanya w wywiadzie przed walką na gali UFC 230.

W kolejnych trzech pojedynkach również wygrywał, pokonując kolejno Marvina Vettoriego, Brada Tavaresa i Dereka Brunsona, wszystkich do końca 2018 roku. Po walce z Taveresem i Brunsonem dwukrotnie został nagrodzony przez organizacje bonusami za występ wieczoru.
10 lutego 2019 na UFC 234 zmierzył się z byłym, wieloletnim mistrzem wagi średniej Andersonem Silvą. Zwyciężył jednogłośnie na punkty. 

#### Mistrz wagi średniej UFC
Po tej wygranej został zestawiony z Kelvinem Gastelumem o tymczasowe mistrzostwo UFC wagi średniej. Walka miała miejsce 13 kwietnia 2019 na UFC 236 w Atlancie. Adesanya pokonał Gasteluma jednogłośnie na punkty i zdobył tymczasowe mistrzostwo wagi średniej.
6 października 2019 r. zmierzył się z Robertem Whittakerem w walce o zunifikowanie tytułu mistrzowskiego wagi średniej UFC. Wygrał walkę przez nokaut w drugiej rundzie. To zwycięstwo przyniosło mu czwartą nagrodę za występ wieczoru.
7 marca 2020 na gali UFC 248 zmierzył się z trzykrotnym pretendentem do tytułu UFC, Yoelem Romero. Wygrał walkę jednogłośną decyzją (48-47, 48-47 i 49-46) i po raz pierwszy obronił mistrzowski tytuł. Po walce wielu fanów i ekspertów czuło się rozczarowanych niską aktywnością obu zawodników.
W swojej następnej obronie tytułu, 27 września 2020 na UFC 253 Adesanya stoczył walkę z dotychczas niepokonanym Brazylijczykiem, Paulo Costą. Był to pierwszy raz od 2009 roku, kiedy dwóch niepokonanych mężczyzn w UFC spotkało się w walce o tytuł. Zwyciężył przez techniczny nokaut w drugiej rundzie i otrzymał piąty bonus za występ wieczoru. Po walce widoczna ginekomastia prawej piersi Adesanyi wywołała kontrowersje związane z możliwym użyciem niedozwolonych środków. Sam Adesanya twierdził, że było to spowodowane używaniem marihuany.
6 marca 2021 zmierzył się z Janem Błachowiczem o mistrzostwo wagi półciężkiej UFC, w walce wieczoru UFC 259. Odniósł pierwszą porażkę w formule mieszanych sztuk walki przegrywając jednogłośną decyzją sędziów.
Ponad trzy miesiące później doszło do jego drugiej walki z Marvinem Vettorim, którego stawką był pas wagi średniej UFC. Adesanya dominował większość walki i po raz kolejny obronił tytuł. Wszyscy trzej sędziowie punktowali walkę 50-45.
Rewanż pomiędzy Adesanyą i Robertem Whittakerem o pas wagi średniej UFC odbył się 12 lutego 2022 na gali UFC 271. Po raz kolejny zwycięsko ze starcia wyszedł The Last Stylebener, który pokonał Australijczyka jednogłośną decyzją.
2 lipca 2022 w walce wieczoru gali UFC 276 Adesanya po raz piąty obronił pas kategorii średniej, pokonując jednogłośnie Jareda Cannoniera.
Na listopadowej gali UFC 281 w Madison Square Garden przystąpił do szóstej obrony pasa mistrzowskiego, gdzie zmierzył się z Brazylijczykiem, Alexem Pereira, z którym dwukrotnie walczył w formule kickbokserskiej. Adesanya stracił swój tytuł, na rzecz Pereiry, który technicznie znokautował go w piątej rundzie.
8 kwietnia 2023 na UFC 287 doszło do jego rewanżu w formule MMA z Alexem Pereirą. Przy łącznie czwartym podejściu pokonał swojego dotychczasowego pogromcę, odzyskując tytuł mistrzowski kategorii średniej. Organizacja UFC przyznała mu bonus za najlepszy występ wieczoru.
Podczas gali UFC 293, która odbyła się 10 września 2023 w Sydney, przystąpił do pierwszej obrony tytułu, w walce przeciwko Seanowi Stricklandowi. Przegrał walkę jednogłośną decyzją sędziów, tracąc pas mistrzowski.
17 sierpnia 2024 w walce wieńczącej galę UFC 305 w Perth, zawalczył ponownie o pas mistrzowski wagi średniej. W czwartej rundzie przegrał z ówczesnym mistrzem, Dricusem du Plessisem, który poddał Adesanyę duszeniem zza pleców.

#### Dalsze walki
W swojej pierwszej walce, której stawką od ponad pięciu lat nie było żadne mistrzostwo, zmierzył się z Nassourdinem Imawowem. Nigeryjsko-francuskie starcie było walką wieczoru gali UFC Fight Night 250, która odbyła się 1 lutego 2025 w Rijadzie. Adesanya przegrał przez techniczny nokaut w rundzie drugiej.
Podczas transmisji gali UFC 312 w lutym 2025 roku ogłoszono, że walka Adesanyi z Kelvinem Gastelumem na gali UFC 236 w kwietniu 2019 roku zostanie wprowadzona do galerii sław UFC Hall of Fame 2025.

## Życie prywatne
Przed podjęciem walki, regularnie brał udział w zawodach tanecznych w całej Nowej Zelandii. Podkreślił swoją pasję do tańca w choreografii podczas swojego wejścia na walkę, na UFC 243.
Jest fanem anime i stwierdził, że chciałby założyć firmę produkującą anime po przejściu na sportową emeryturę. Jego pseudonim „The Last Stylebender” jest nawiązaniem do The Last Airbender, serialu animowanego inspirowanego anime. Ma wytatuowany na przedramieniu wizerunek jednego z głównych bohaterów serialu, Toph Bei fonga.
We wrześniu 2020 roku został pierwszym zawodnikiem mieszanych sztuk walki, który podpisał umowę sponsorską z Pumą. W styczniu 2021 został ambasadorem Stake.com.

## Osiągnięcia

### Boks tajski
- World Muaythai Council
  - 2014: Mistrz WMC Oceania w wadze junior ciężkiej
- World Boxing Council Muay Thai
  - 2014: Mistrz WBC Muay Thai w wadze junior ciężkiej
- World Kickboxing Federation
  - 2011: Mistrz WKBF Muay Thai Nowej Zelandii w wadze junior ciężkiej

### Kickboxing
- King in the Ring
  - 2014: King in the Ring New Zealand 86 kg – 1. miejsce w turnieju wagi junior ciężkiej[73]
  - 2015: King in the Ring Trans-Tasman Tournament 86 kg – 1. miejsce w turnieju wagi junior ciężkiej[74]
  - 2015: King in the Ring Trans-Tasman Tournament 100 kg – 1. miejsce w turnieju wagi ciężkiej[75]
- Glory
  - 2016: Glory Middleweight Contender Tournament – 1. miejsce w turnieju wagi średniej[76]

### Boks
- Super 8 Boxing Tournament
  - 2015: Mistrz wagi junior ciężkiej Super 8 III (turniej ośmioosobowy)[1[77]
  - 2015: Mistrz wagi junior ciężkiej Super 8 IV (turniej czteroosobowy)[78]

### Mieszane sztuki walki
- Australian Fighting Championship
  - 2017: mistrz AFC w wadze średniej
- Hex Fighting Series Middleweight
  - 2017: mistrz Hex FS w wadze średniej
- Ultimate Fighting Championship
  - 2019: tymczasowy mistrz UFC w wadze średniej
  - 2019-2022: mistrz UFC w wadze średniej[56]
  - 2023: mistrz UFC w wadze średniej[56]

## Lista zawodowych walk w MMA
| Wynik     | Bilans | Przeciwnik (bilans przed walką) | Rozstrzygnięcie                                   | Runda | Czas | Rozgrywki                               | Data       | Miejsce   | Uwagi                                                                                      |
| --------- | ------ | ------------------------------- | ------------------------------------------------- | ----- | ---- | --------------------------------------- | ---------- | --------- | ------------------------------------------------------------------------------------------ |
| Przegrana | 24-5   | Nassourdine Imawow (15-4. 1 NC) | TKO (prawy sierpowy i ciosy pięściami w parterze) | 2     | 0:30 | UFC Fight Night: Adesanya vs. Imavov    | 01.02.2025 | Rijad     | Main Event                                                                                 |
| Przegrana | 24-4   | Dricus du Plessis (21-2)        | Poddanie (duszenie zza pleców)                    | 4     | 3:38 | UFC 305                                 | 17.08.2024 | Perth     | Pojedynek o pas mistrzowski UFC w wadze średniej. Main Event                               |
| Przegrana | 24-3   | Sean Strickland (27-5)          | Decyzja (jednogłośna)                             | 5     | 5:00 | UFC 293                                 | 09.09.2023 | Sydney    | Stracił pas mistrzowski UFC w wadze średniej. Main Event                                   |
| Wygrana   | 24-2   | Alex Pereira (7-1)              | KO (ciosy pięściami)                              | 2     | 4:21 | UFC 287                                 | 08.04.2023 | Miami     | Zdobył pas mistrzowski UFC w wadze średniej. Bonus za występ wieczoru. Main Event          |
| Przegrana | 23-2   | Alex Pereira (6-1)              | TKO (ciosy pięściami)                             | 5     | 2:01 | UFC 281                                 | 12.11.2022 | Nowy Jork | Stracił pas mistrzowski UFC w wadze średniej. Main Event                                   |
| Wygrana   | 23-1   | Jared Cannonier (15-5)          | Decyzja (jednogłośna)                             | 5     | 5:00 | UFC 276                                 | 02.07.2022 | Las Vegas | Obronił pas mistrzowski UFC w wadze średniej. Main Event                                   |
| Wygrana   | 22-1   | Robert Whittaker (23-5)         | Decyzja (jednogłośna)                             | 5     | 5:00 | UFC 271                                 | 12.02.2022 | Houston   | Obronił pas mistrzowski UFC w wadze średniej. Main Event                                   |
| Wygrana   | 21-1   | Marvin Vettori (17-3-1)         | Decyzja (jednogłośna)                             | 5     | 5:00 | UFC 263                                 | 12.06.2021 | Glendale  | Obronił pas mistrzowski UFC w wadze średniej. Main Event                                   |
| Przegrana | 20-1   | Jan Błachowicz (27-8)           | Decyzja (jednogłośna)                             | 5     | 5:00 | UFC 259                                 | 06.03.2021 | Las Vegas | Walka o pas mistrzowski UFC w wadze półciężkiej. Main Event                                |
| Wygrana   | 20-0   | Paulo Costa (13-0)              | TKO (lewy sierpowy i ciosy w parterze)            | 2     | 3:59 | UFC 253                                 | 26.09.2020 | Abu Zabi  | Obronił pas mistrzowski UFC w wadze średniej. Bonus za występ wieczoru. Main Event         |
| Wygrana   | 19-0   | Yoel Romero (13-4)              | Decyzja (jednogłośna)                             | 5     | 5:00 | UFC 248                                 | 07.03.2020 | Las Vegas | Obronił pas mistrzowski UFC w wadze średniej. Main Event                                   |
| Wygrana   | 18-0   | Robert Whittaker (20-4)         | KO (ciosy)                                        | 2     | 3:33 | UFC 243                                 | 05.10.2019 | Melbourne | Unifikacja pasów mistrzowskich UFC w wadze średniej. Bonus za występ wieczoru. Main Event  |
| Wygrana   | 17-0   | Kelvin Gastelum (16-3)          | Decyzja (jednogłośna)                             | 5     | 5:00 | UFC 236                                 | 13.04.2019 | Atlanta   | Zdobył tymczasowe mistrzostwo UFC w wadze średniej. Bonus za walkę wieczoru. Co-Main Event |
| Wygrana   | 16-0   | Anderson Silva (34-8)           | Decyzja (jednogłośna)                             | 3     | 5:00 | UFC 234                                 | 10.02.2019 | Melbourne | Bonus za walkę wieczoru. Main Event                                                        |
| Wygrana   | 15-0   | Derek Brunson (34-8)            | TKO (ciosy łokciami i pięściami)                  | 1     | 4:51 | UFC 230                                 | 03.11.2018 | Nowy Jork | Bonus za występ wieczoru                                                                   |
| Wygrana   | 14-0   | Brad Tavares (17-4)             | Decyzja (jednogłośna)                             | 5     | 5:00 | The Ultimate Fighter: Undefeated Finale | 06.07.2018 | Las Vegas | Bonus za występ wieczoru. Main Event                                                       |
| Wygrana   | 13-0   | Marvin Vettori (12-2-1)         | Decyzja (niejednogłośna)                          | 3     | 5:00 | UFC on Fox: Poirier vs. Gaethje         | 14.04.2018 | Glendale  |                                                                                            |
| Wygrana   | 12-0   | Rob Wilkinson (11-1)            | TKO (ciosy pięsciami)                             | 2     | 3:37 | UFC 221                                 | 11.02.2018 | Perth     | Debiut w UFC. Bonus za występ wieczoru                                                     |
| Wygrana   | 11-0   | Stuart Dare (8-4)               | KO (wysokie kopnięcie na głowę)                   | 1     | 4:53 | Hex Fighting Series 12                  | 24.11.2017 | Melbourne | Zdobył pas mistrzowski Hex Fighting Series w wadze średniej                                |
| Wygrana   | 10-0   | Melvin Guillard (32-18-2)       | TKO (ciosy pięściami)                             | 1     | 4:49 | Australia Fighting Championship 20      | 28.07.2017 | Melbourne | Zdobył pas mistrzowski AFC w wadze średniej. Main Event                                    |
| Wygrana   | 9-0    | Murad Kuramagomedov (8-1)       | TKO (ciosy pięściami)                             | 2     | 1:05 | Wu Lin Feng: E.P.I.C. 4                 | 28.05.2016 | Henan     |                                                                                            |
| Wygrana   | 8-0    | Andrew Flores Smith (15-9)      | TKO (przerwanie przez narożnik)                   | 1     | 5:00 | Glory of Heroes 2                       | 07.05.2016 | Shenzhen  | Co-Main Event                                                                              |
| Wygrana   | 7-0    | Dibir Zagirov (15-3)            | TKO (ciosy pięściami)                             | 2     | 2:23 | Wu Lin Feng: E.P.I.C. 2                 | 13.03.2016 | Henan     |                                                                                            |
| Wygrana   | 6-0    | Vladimir Katykhin (37-7-1)      | TKO (przerwanie przez lekarza)                    | 2     | 2:13 | Wu Lin Feng: E.P.I.C. 1                 | 13.01.2016 | Henan     |                                                                                            |
| Wygrana   | 5-0    | Gele Qing (7-4)                 | TKO (ciosy łokciami)                              | 1     | 1:59 | Wu Lin Feng 2015: New Zealand vs. China | 19.09.2015 | Auckland  |                                                                                            |
| Wygrana   | 4-0    | Maui Tuigamala (4-2)            | TKO (kopnięcie na korpus)                         | 2     | 1:25 | Fair Pay Fighting 1                     | 05.09.2015 | Auckland  |                                                                                            |
| Wygrana   | 3-0    | Kenan Song (6-1)                | TKO (ciosy pięściami)                             | 1     | 1:59 | The Legend of Emei 3                    | 08.08.2015 | Shahe     |                                                                                            |
| Wygrana   | 2-0    | John Vake (3-1)                 | TKO (ciosy pięściami)                             | 1     | 4:33 | Shuriken MMA: Best of the Best          | 15.06.2013 | Auckland  |                                                                                            |
| Wygrana   | 1-0    | James Griffiths (0-4)           | TKO (ciosy pięściami)                             | 1     | 2:09 | Supremacy Fighting Championship 9       | 24.03.2012 | Auckland  | Debiut w MMA                                                                               |

## Lista walk w kickboxingu
| Wynik     | Przeciwnik        | Rozstrzygnięcie                        | Runda | Czas | Rozgrywki                                                         | Data       | Miejsce      | Uwagi                                                                         |
| --------- | ----------------- | -------------------------------------- | ----- | ---- | ----------------------------------------------------------------- | ---------- | ------------ | ----------------------------------------------------------------------------- |
| Przegrana | Alex Pereira      | KO (lewy hak)                          | 3     | 0:42 | Glory of Heroes 7                                                 | 04.03.2017 | São Paulo    |                                                                               |
| Przegrana | Jason Wilnis      | Decyzja (jednogłośna)                  | 5     | 3:00 | Glory 37: Los Angeles                                             | 20.01.2017 | Los Angeles  | Walka o mistrzostwo Glory w wadze średniej.                                   |
| Wygrana   | Yousri Belgaroui  | Decyzja (niejednogłośna)               | 3     | 3:00 | Glory 34: Denver – Middleweight Contender Tournament Finals       | 21.10.2016 | Broomfield   | Wygrał Glory 34: Denver – mistrzostwo turnieju pretendentów w wadze średniej. |
| Wygrana   | Robert Thomas     | Decyzja (jednogłośna)                  | 3     | 3:00 | Glory 34: Denver – Middleweight Contender Tournament, Semi Finals | 21.10.2016 | Broomfield   |                                                                               |
| Wygrana   | Bogdan Stoica     | KO (lewe kopnięcie)                    | 2     | 1:45 | Glory of Heroes 5                                                 | 01.10.2016 | Hangzhou     |                                                                               |
| Wygrana   | Romain Falendry   | Decyzja (jednogłośna)                  | 3     | 3:00 | Rise of Heroes 1                                                  | 17.09.2016 | Chaoyang     |                                                                               |
| Wygrana   | Yousri Belgaroui  | Decyzja (jednogłośna)                  | 3     | 3:00 | Glory of Heroes 4                                                 | 06.08.2016 | Changzhi     |                                                                               |
| Wygrana   | Filip Verlinden   | Decyzja (jednogłośna)                  | 3     | 3:00 | Glory of Heroes 3                                                 | 02.07.2016 | Jiyuan       |                                                                               |
| Wygrana   | Witalij Kodin     | Decyzja (jednogłośna)                  | 3     | 3:00 | Wu Lin Feng                                                       | 25.06.2016 | N/A          |                                                                               |
| Przegrana | Alex Pereira      | Decyzja (jednogłośna)                  | 3     | 3:00 | Glory Of Heroes 1                                                 | 02.04.2016 | Shenzhen     |                                                                               |
| Wygrana   | Carl N'Diaye      | KO (lewy hak na korpus)                | 1     | 3:00 | The Legend of Emei 7 – Wenjiang                                   | 30.01.2016 | Chengdu      |                                                                               |
| Wygrana   | Jamie Eades       | Decyzja (jednogłośna)                  | 3     | 3:00 | King in the Ring 100 – The Heavyweights III, Final                | 31.10.2015 | Auckland     |                                                                               |
| Wygrana   | Dan Roberts       | KO (hak)                               | 1     | 0:26 | King in the Ring 100 – The Heavyweights III, Semi Finals          | 31.10.2015 | Auckland     |                                                                               |
| Wygrana   | Nase Foai         | TKO (przerwanie przez narożnik)        | 3     | N/A  | King in the Ring 100 – The Heavyweights III, Quarter Finals       | 31.10.2015 | Auckland     |                                                                               |
| Wygrana   | Pati Afoa         | KO (prawy krzyżowy)                    | 1     | 0:52 | King in the Ring 86 – The Cruiserweights III, Final               | 11.04.2015 | Auckland     |                                                                               |
| Wygrana   | Mark Timms        | TKO (kolano na korpus)                 | 2     | N/A  | King in the Ring 86 – The Cruiserweights III, Semi Finals         | 11.04.2015 | Auckland     |                                                                               |
| Wygrana   | Kim Loudon        | TKO (przerwanie przez sędziego         | 3     | N/A  | King in the Ring 86 – The Cruiserweights III, Quarter Finals      | 11.04.2015 | Auckland     | Turniej wagi ciężkiej III, finał                                              |
| Wygrana   | Kim Loudon        | TKO (rezygnacja z kontynuowania walki) | 4     | N/A  | Knees of Fury 50                                                  | 14.02.2015 | Adelaide     | Turniej wagi ciężkiej III, półfinały                                          |
| Wygrana   | Pati Afoa         | KO (kopnięcie pytajnikowe)             | N/A   | N/A  | King in the Ring                                                  | 2015       | Auckland     |                                                                               |
| Wygrana   | Joe Boobyer       | KO (kolano)                            | N/A   | N/A  | Knees of Fury 48                                                  | 11.10.2014 | Hamilton     | Turniej wagi ciężkiej III, ćwierćfinały                                       |
| Wygrana   | Wenjie Guo        | Decyzja                                | 3     | 3:00 | Kungfu Union                                                      | 21.09.2014 | Dalian       | Turniej wagi junior ciężkiej III, finał                                       |
| Wygrana   | Jamie Eades       | KO (kolano na korpus)                  | 1     | 1:08 | King in the Ring 86 – The Cruiserweights II, Final                | 30.08.2014 | Auckland     | Turniej wagi junior ciężkiej III, półfinały                                   |
| Wygrana   | Pati Afoa         | KO (prawy krzyżowy)                    | 1     | N/A  | King in the Ring 86 – The Cruiserweights II, Semi Finals          | 30.08.2014 | Auckland     | Turniej wagi junior ciężkiej III, ćwierćfinały                                |
| Wygrana   | Slava Alekseychik | Decyzja (jednogłośna)                  | 3     | 3:00 | King in the Ring 86 – The Cruiserweights II, Quarter Finals       | 30.08.2014 | Auckland     |                                                                               |
| Wygrana   | Charles August    | TKO (kolano)                           | 2     | N/A  | Knees of Fury 46                                                  | 24.05.2014 | Adelaide     | Turniej wagi junior ciężkiej II, finał                                        |
| Przegrana | Filip Verlinden   | Decyzja (jednogłośna)                  | 3     | 3:00 | Glory 15: Istanbul                                                | 12.04.2014 | Stambuł      | Turniej wagi junior ciężkiej II, półfinały                                    |
| Przegrana | Simon Marcus      | Decyzja (niejednogłośna)               | 4     | 3:00 | Kunlun Fight 2 – 80kg tournament, Semi Finals                     | 16.02.2014 | Zhengzhou    | Turniej wagi junior ciężkiej II, ćwierćfinały                                 |
| Wygrana   | Qin Shan          | TKO                                    | 3     | N/A  | Wu Lin Feng 2013                                                  | 27.11.2013 | Anyang       |                                                                               |
| Wygrana   | Nurla Mulali      | Decyzja (jednogłośna)                  | 3     | 3:00 | Wu Lin Feng 2013                                                  | 11.09.2013 | Kaszgar      |                                                                               |
| Wygrana   | Niu Xiaoqiang     | KO (ciosy pięściami)                   | 3     | N/A  | Wu Lin Feng 2012                                                  | 21.07.2012 | Auckland     | Turniej 80kg, półfinały                                                       |
| Wygrana   | Xu Yi             | Decyzja (jednogłośna)                  | 3     | 3:00 | Wu Lin Feng 2012                                                  | 23.06.2012 | Foshan       |                                                                               |
| Wygrana   | Gary Williams     | Decyzja (niejednogłośna)               | 3     | 3:00 | Knees of Fury 38                                                  | 29.08.2012 | Adelaide     |                                                                               |
| Wygrana   | Gary Williams     | Decyzja (niejednogłośna)               | 3     | 3:00 | Knees of Fury 37                                                  | 26.05.2012 | Adelaide     |                                                                               |
| Wygrana   | Steve Behan       | Decyzja (jednogłośna)                  | 3     | 3:00 | Knees of Fury 36                                                  | 25.02.2012 | Adelaide     |                                                                               |
| Wygrana   | Guo Qiang         | TKO (przerwanie przez sędziego)        | 3     | N/A  | CI-K                                                              | 24.09.2011 | Kuala Lumpur |                                                                               |
| Wygrana   | Guo Qiang         | Decyzja                                | 3     | 3:00 | Wu Lin Feng 2011                                                  | 11.06.2011 | Shangqiu     |                                                                               |
| Wygrana   | Eds Eramiha       | Decyzja (jednogłośna)                  | 5     | 2:00 | Rumble in the Ville                                               | 12.02.2011 | Auckland     |                                                                               |
| Wygrana   | Eds Eramiha       | N/A                                    | N/A   | N/A  | Puma 8 Man Tournament                                             | 04.12.2010 | N/A          |                                                                               |
| Wygrana   | Ti'i Nanai        | N/A                                    | N/A   | N/A  | Puma 8 Man Tournament                                             | 04.12.2010 | N/A          |                                                                               |
| Wygrana   | Areta Gilbert     | N/A                                    | N/A   | N/A  | Puma 8 Man Tournament                                             | 04.12.2010 | N/A          |                                                                               |
| Wygrana   | Ben Davis         | N/A                                    | N/A   | N/A  | Lee Gar 35th Year Anniversary                                     | 17.07.2010 | N/A          |                                                                               |
| Wygrana   | Tim Atonio        | Decyzja (jednogłośna)                  | 5     | 2:00 | Fight Force                                                       | 16.05.2010 | Melbourne    |                                                                               |
| Wygrana   | Jerry Seagar      | N/A                                    | N/A   | N/A  | Bring the South to the City 3                                     | 23.04.2010 | N/A          |                                                                               |

## Lista zawodowych walk w boksie
| Wynik     | Bilans | Przeciwnik (bilans przed walką) | Rozstrzygnięcie | Runda | Data       | Miejsce                               | Uwagi                                                                        |
| --------- | ------ | ------------------------------- | --------------- | ----- | ---------- | ------------------------------------- | ---------------------------------------------------------------------------- |
| Wygrana   | 5-1    | Lance Bryant (4-2, 2 KO)        | UD              | 3     | 03.11.2015 | Centrum kongresowe Sky City, Auckland | Turniej Super 8 Boxing IV: finał wagi junior ciężkiej                        |
| Wygrana   | 4-1    | Zane Hopman (1-2, 1 KO)         | UD              | 3     | 03.11.2015 | Centrum kongresowe Sky City, Auckland | Turniej Super 8 Boxing IV: półfinał wagi junior ciężkiej                     |
| Wygrana   | 3-1    | Brian Minto (39-8, 22 KO)       | SD              | 3     | 28.03.2015 | Horncastle Arena, Christchurch        | Turniej Super 8 Boxing III: finał wagi junior ciężkiej                       |
| Wygrana   | 2-1    | Lance Bryant (3-1, 2 KO)        | MD              | 3     | 28.03.2015 | Horncastle Arena, Christchurch        | Turniej Super 8 Boxing III: półfinał wagi junior ciężkiej                    |
| Wygrana   | 1-1    | Asher Derbyshire (7-1, 2 KO)    | KO              | 2     | 28.03.2015 | Horncastle Arena, Christchurch        | Turniej Super 8 Boxing III: ćwierćfinał wagi junior ciężkiej                 |
| Przegrana | 0-1    | Daniel Ammann (29-7-1, 5 KO)    | UD              | 3     | 22.11.2014 | North Shore Event Center, North Shore | Debiut w boksie, Turniej Super 8 Boxing II: ćwierćfinał wagi junior ciężkiej |

Legenda: TKO – techniczny nokaut, KO – nokaut, UD – jednogłośna decyzja, SD – niejednogłośna decyzja, MD – decyzja większości, PTS – walka zakończona na punkty, RTD – techniczna decyzja sędziów, DQ – dyskwalifikacja